# 康斯坦丁·乌哈诺夫
康斯坦丁·瓦西里耶维奇·乌哈诺夫（俄语：Константин Васильевич Уханов，1891年—1937年10月26日）是全联盟共产党（布尔什维克）中央组织局候补委员，1937年被枪杀，1955年平反恢复党籍。